# Eduard Hallberg
Eduard Hallberg (6 agosto 2003) è uno sciatore alpino finlandese.

## Biografia
Specialista delle prove tecniche attivo dal novembre del 2019, Hallberg ha esordito in Coppa Europa il 14 febbraio 2022 a Oppdal in supergigante (41º); l'anno dopo ai Mondiali juniores di Sankt Anton am Arlberg 2023 ha vinto la medaglia d'argento nello slalom gigante e ai Mondiali di Courchevel/Méribel 2023, sua prima presenza iridata, non ha completato lo slalom speciale.
Ha debuttato in Coppa del Mondo il 9 dicembre 2023 a Val-d'Isère in slalom gigante, senza qualificarsi per la seconda manche, e il 10 febbraio 2024 ha conquistato a Kläppen in slalom speciale la prima vittoria, nonché primo podio, in Coppa Europa; ai Mondiali di Saalbach-Hinterglemm 2025 si è classificato 12º nello slalom speciale e non ha completato lo slalom gigante. Non ha preso parte a rassegne olimpiche.

## Palmarès

### Mondiali juniores
- 1 medaglia:
  - 1 argento (slalom gigante a Sankt Anton am Arlberg 2023)

### Coppa del Mondo
- Miglior piazzamento in classifica generale: 88º nel 2025

### Coppa Europa
- Miglior piazzamento in classifica generale: 14º nel 2024
- 2 podi:
  - 2 vittorie

#### Coppa Europa - vittorie
| Data          | Località | Paese    | Specialità |
| ------------- | -------- | -------- | ---------- |
| 10 marzo 2024 | Kläppen  | Svezia   | SL         |
| 17 marzo 2024 | Hafjell  | Norvegia | SL         |

Legenda:

SL = slalom speciale

### Campionati finlandesi
- 3 medaglie:
  - 3 ori (slalom gigante nel 2023; slalom gigante, slalom speciale nel 2025)